# Somerset (dystrykt)
Somerset – dystrykt typu unitary authority obejmujący większą część hrabstwa ceremonialnego Somerset, w Anglii. Ośrodkiem administracyjnym jest Taunton. Organem zarządzającym jest Somerset Council.
Utworzony został 1 kwietnia 2023 roku w wyniku połączenia dystryktów niemetropolitalnych Mendip, Sedgemoor, Somerset West and Taunton oraz South Somerset i jednoczesnej likwidacji hrabstwa niemetropolitalnego Somerset.
Powierzchnia dystryktu wynosi 3451 km², liczba ludności 571 547 (2021).